# جو بودن
جو بودن (بالإنجليزية: Joe Bowden)‏ هو لاعب كرة قدم أمريكية أمريكي، ولد في 25 فبراير 1970 في دالاس في الولايات المتحدة.

## وصلات خارجية
- جو بودن على موقع مرجع كرة القدم المحترفة.كوم (الإنجليزية)